# Кто сказал «мяу»?
«Кто сказал „мяу“?» — советский кукольный мультфильм по одноимённой сказке Владимира Сутеева. История о любознательном щенке и его первом знакомстве с миром. Один из лучших мультипликационных фильмов Владимира Дегтярёва. Адресован самым маленьким и посвящён теме жажды познания, присущей человеку.

## Сюжет
Солнечный день. Неуклюжий маленький щенок просыпается от того, что кто-то сказал «мяу!», и непременно хочет выяснить, кто этот кто-то… Щенок отправляется на поиски. Он задаёт вопрос: «Кто сказал „мяу“?» всем, кого повстречает. Это — петух, мышонок, большой пёс, пчела, рыба, лягушка. Но только вернувшись домой, щенок узнаёт, что это была кошка.

## Создатели
- Автор сценария: Владимир Сутеев
- Режиссёр: Владимир Дегтярёв
- Художник-постановщик: Владимир Данилевич
- Операторы:
  - Михаил Каменецкий,
  - Теодор Бунимович
- Композитор: Сигизмунд Кац
- Звукооператор: Георгий Мартынюк
- Ассистент художника: Аркадий Тюрин
- Ассистент по монтажу: Вера Гокке
- Редактор: Борис Воронов
- Мультипликаторы-кукловоды:
  - Павел Петров,
  - Владимир Пузанов,
  - Вячеслав Шилобреев (в титрах С. Шилобреев),
  - Лев Жданов
- Куклы и декорации выполнили:
  - Павел Гусев,
  - Фёдор Олейников,
  - Геннадий Лютинский,
  - Вера Калашникова
- под руководством: Романа Гурова
- Директор картины: Натан Битман
- Роли озвучивали:
  - Рина Зелёная — Щенок,
  - Алексей Кельберер — Петух,
  - Александр Баранов — Пёс,
  - Юрий Хржановский — Лягушка,
  - Татьяна Решетникова — Мышонок (в титрах Т. Сапожникова)

## Награды
- 1963 — Приз за лучший фильм для детей Международного фестиваля анимационных фильмов в Аннеси (Франция)[2].